# Wandmaker
Wandmaker ist ein deutscher Familienname.

## Herkunft
1. Wandmaker ist ein Berufsname zu mittelniederdeutsch wantmaker, wantmeker mit der Bedeutung >Tuchweber, Wollenweber<.
2. Hermen Wantmeker ist ab dem Jahre 1506 in Hildesheim bezeugt.[1]

## Namensträger
- Helmut Wandmaker (1916–2007), deutscher Maschinenbauer, Offizier, Unternehmer, Rohkostpionier und Buchautor